# Джонни Род
Джонни Род (англ. Johnny Rod, настоящее имя John Tumminello, родился 8 декабря 1957) — американский бас-гитарист. Начинал свою карьеру в группе King Kobra с 1983 по 1986 год.
В 1986 году присоединился к хэви-метал группе W.A.S.P. — его пригласил гитарист группы Крис Холмс после того как от них ушёл Рэнди Пайпер.
Джонни покинул W.A.S.P. в 1992 году.
В 2010 году он присоединился к воссоединившимся King Kobra.
26 января 2021 шведская группа "Rexoria" на своей официальной странице в Facebook анонсировала Джонни Рода как своего нового бас-гитариста 